# Högs distrikt, Hälsingland
Högs distrikt är ett distrikt i Hudiksvalls kommun och Gävleborgs län. Distriktet ligger omkring Edsta i östra Hälsingland. 

## Tidigare administrativ tillhörighet
Distriktet inrättades 2016 och utgörs av Högs socken i Hudiksvalls kommun.
Området motsvarar den omfattning Högs församling hade 1999/2000.

## Tätorter och småorter
I Högs distrikt finns en tätort men inga småorter. 

### Tätorter
- Edsta